# Alfredo Pucci
Alfredo Pucci (Nocera Inferiore, 1902 – Nocera Inferiore, 1950) è stato un compositore, direttore di banda e editore italiano.

## Biografia
Alfredo Pucci si è diplomato in musica. Ha cominciato suonando cornetta e flicorno nella banda della sua città. Più tardi, ha collaborato con diverse bande del sud d'Italia. 
Come compositore è stato autodidatta e ha scritto diverse opere per orchestra. 
Insieme a suo fratello Salvatore Pucci fondò a Nocera Inferiore la casa editrice Pucci (che fu successivamente trasferita a Portici).

## Curiosità
Le composizioni "La Pompeiana" e "Elva" sono state dedicate rispettivamente alle sue due "Elvira": la moglie e la figlia.

## Composizioni

### Opere per orchestra
- Aria di Festa, marcia sinfonica
- Attilla, marcia sinfonica
- Bella Napoli, marcia militare
- Borgo in Festa, marcia sinfonica
- Carletto, marcia militare
- Carosello, marcia sinfonica
- Casanova, marcia sinfonica
- Come il Sole, marcia sinfonica
- Dalia, marcia sinfonica
- Elva, marcia sinfonica
- Eterno Riposo, marcia funebre
- Fiamma di Gioventù, marcia sinfonica
- Giulia, marcia militare
- La Parigina, marcia sinfonica
- La Pompeiana, marcia orientale
- La Spaziale, marcia sinfonica
- Letizia, marcia sinfonica
- Libertà, marcia religiosa
- Marianna, marcia militare
- Nerina, marcia sinfonica
- Occhi Azzurri, marcia sinfonica
- Ombra d'Amore, marcia sinfonica
- Ritorno, marcia militare
- Rondinella, marcia orientale
- Rosetta, marcia sinfonica
- Stuzzicarella, marcia sinfonica
- Tristezza, marcia funebre
- Ulisse, marcia militare
- Ultimo Bacio, marcia funebre
- Valle del Sele, marcia sinfonica
- Violetta, marcia popolare
- Vittoria, marcia sinfonica
- Vivì, marcia sinfonica